# Phyllonycteris
Genre
Phyllonycteris est un genre de chauves-souris.

## Liste des espèces
Selon BioLib (4 janvier 2017) , Catalogue of Life (4 janvier 2017), Mammal Species of the World (version 3, 2005)  (4 janvier 2017) & NCBI (4 janvier 2017) :
- Phyllonycteris aphylla (Miller, 1898) - vampire des fleurs de Jamaïque (éteint)
- Phyllonycteris major Anthony, 1917
- Phyllonycteris poeyi Gundlach, 1861 - vampire des fleurs